# アウルス・マンリウス・ウルソ (紀元前474年の執政官)
アウルス・マンリウス・ウルソ（Aulus Manlius Vulso）は紀元前474年の共和政ローマの執政官（コンスル）である。同僚執政官はルキウス・フリウス・メドゥッリヌスであった。殆どの現代の歴史家が、この人物を「アウルス」と呼んでいる。これは紀元前451年の十人委員会の一人が同一人物であり、アウルスとされているためである。他方、歴史家ティトゥス・リウィウスは、彼のプラエノーメン（第一名、個人名）は「ガイウス」であるとしている。しかし、この一族の年代記からは紀元前474年の執政官と紀元前451年の十人委員が同一人物であることは疑わしく、したがって彼は紀元前451年の十人委員の父であり、個人名は「ガイウス」が正しいかも知れない。ローマ初期の記録では、「グナエウス」と「ガイウス」のプラエノーメンはしばしば取り違えられている。このため、彼のプラエノーメンは「グナエウス」の可能性もある。

## 生涯
父の名前はガイウス（またはグエナウス）、祖父の名前はプブリウスである。
執政官就任中に、マンリウスはウェイイとの戦争を担当した。しかし、実際には戦闘は一度も生じなかった。ウェイイは講和を求め、ローマはこれを受け入れた。ウェイイは穀物と賠償金をローマに渡し、40年間の停戦が合意された。これを讃えて、マンリウスは3月15日に小凱旋式を実施している。また、国勢調査が実施され、ローマ市民の人口（徴兵義務を持つ成人男子）は103,000人であった。
翌紀元前473年、マンリウスとその同僚が、護民官のグナエウス・ゲヌキウスから、公有地分配のための十人委員会を任命できなかったとして告発された。しかし、裁判当日にゲヌキウスが死去していたことが判明し（暗殺と思われる）、裁判は中止された。

## 参考資料
1. 1 2 3  ティトゥス・リウィウス『ローマ建国史』、ii.54
2. ↑  執政官のファスティ.
3. ↑  Smith, William, ed. (1870). "Vulso". Dictionary of Greek and Roman Biography and Mythology. 3. p. 1285
4. ↑  Broughton, Thomas Robert Shannon; Patterson, Marcia L. (Collaborator). The Magistrates of the Roman Republic. Philological Monograph No. 15. American Philological Association.
5. ↑  凱旋式のファスティ
6. ↑  ハリカルナッソスのディオニュシオス『ローマ古代誌』、ix. 36
7. ↑  ハリカルナッソスのディオニュシオス『ローマ古代誌』、ix. 36-38.

- この記事には現在パブリックドメインである次の出版物からのテキストが含まれている: Smith, William, ed. (1870). "Vulso". Dictionary of Greek and Roman Biography and Mythology (英語). Vol. 3. p. 1285.